# آی ساتو
آی ساتو (انگلیسی: Ai Satō؛ زادهٔ ۱۲ فوریهٔ ۱۹۵۵) صداپیشه، و بازیگر اهل ژاپن است.